# Kaliwinasuh
Kaliwinasuh is een bestuurslaag in het regentschap Banjarnegara van de provincie Midden-Java, Indonesië. Kaliwinasuh telt 4069 inwoners (volkstelling 2010).